# 谷山雅計
谷山 雅計（たにやま まさかず、1961年8月25日 - ）は、日本のコピーライター、クリエイティブディレクター。大阪府吹田市出身。

## 経歴
- 東京大学教養学部教養学科アメリカ科を卒業後、1984年に博報堂へ入社。1997年に同社を退社・独立し「有限会社谷山広告」を設立。現在に至る。宣伝会議のコピーライター養成講座では講師を務める。2019年4月1日東京コピーライターズクラブ会長に就任。

## 主な受賞
- TCC賞
  - TCC新人賞（1987年[4]）
- 朝日広告賞
- 毎日広告賞
- 日経広告賞
- 新聞協会広告賞など

## 著書
- 谷山雅計『広告コピーってこう書くんだ!読本』宣伝会議（原著2007年5月15日）。ISBN 978-4883351794。 NCID BA83576243。
- 谷山雅計『広告コピーってこう書くんだ! 相談室』宣伝会議（原著2015年10月4日）。ISBN 978-4883353392。 NCID BB19646016。

## 主な仕事
- 「人の間にKDD。」（国際電信電話(KDD)、現・KDDI）
- 「一度でいいから、飲んでくれ。」（三楽、現・メルシャン）
- 「消えたかに道楽」（JR東海）
- 「セルシオか、それ以外か。」（トヨタ自動車）
- 「Yonda?」（新潮社）
- 「日テレ営業中」（日本テレビ）
- 「Designers KDDI」(KDDI)
- 「ガス・パッ・チョ!」（東京ガス）
- 「苦い濃いより、甘い濃い。」（キリンビバレッジ・生茶）
- 「TSUBAKI」（資生堂）
- 「人生初はセレナ発」（日産自動車）
- 「ペケな気持ちも、ポンとふっとぶ。」（フジテレビ『ペケ×ポン』）